# Seznam olympioniků Čech s více medailemi z jedněch her
Seznam olympioniků Čech s více medailemi z jedněch her uvádí přehled sportovních reprezentantů Čech, kteří na jedněch letních olympijských hrách mezi lety 1896 a 1912 získali více medailí. Takoví olympionikové jsou dva a oba získali po dvou bronzových medailích.
Po první světové válce již na olympijských hrách startoval tým samostatného Československa, v jehož barvách získalo víc medailí na jedněch olympijských hrách patnáct dalších sportovců.

## Seznam sportovců
| Sportovec                 | Hry              | Sportovní odvětví | Medailová bilance | Přehled medailí                                                |
| ------------------------- | ---------------- | ----------------- | ----------------- | -------------------------------------------------------------- |
| Vilém Goppold z Lobsdorfu | LOH 1908, Londýn | sportovní šerm    | 0 – 0 – 2         | bronz – šerm šavlí – jednotlivci bronz – šerm šavlí – družstvo |
| Hedwig Rosenbaumová       | LOH 1900, Paříž  | tenis             | 0 – 0 – 2         | bronz – smíšená čtyřhra bronz – ženská dvouhra                 |